# ウィリアム・ベックネル
ウィリアム・ベックネル（William Becknell、1787年または1788年 - 1856年4月25日）は、アメリカ合衆国バージニア州アムハースト郡に生まれる。彼は運び屋(freighter)であり、交易のためにサンタフェ・トレイルとして知られるようになった街道を開いた最初の白人である。ベックネルは、1821年の9月、アメリカ西部への最初の旅のため、彼はニューメキシコ州サンタフェまで運ぶ積み荷を持ってミズーリ州アローロックを離れた。翌年、ベックネルは旅に出る隊商の一団とともにアローロックを離れた。今度は一般の交通と軍隊の移動に使われたサンタフェ・トレイルを通っていった。それは、1880年にサンタフェまでの鉄道が開通するまで、米国とメキシコの間の最初で唯一の国際的な交易ルートになった。彼はサンタフェ・トレイルの父として知られるようになった。
ベックネルは後年、政治家になる。彼の最初の政治の任命は、ミズーリ州サリン郡の裁判官としてであった。彼は後の1828年、ミズーリ州下院に選出される。1812年戦争をしてきたベックネルは、後にテキサス州へ移動し、1836年、レッド・リバー・ブルースと呼ばれる志願兵の集団に加わった。1826年のテキサス州下院では落選した。1845年のテキサス州議会選挙と、1846年の合衆国議会選挙を管理した。1856年4月25日に死去している。